# Gustav Conz

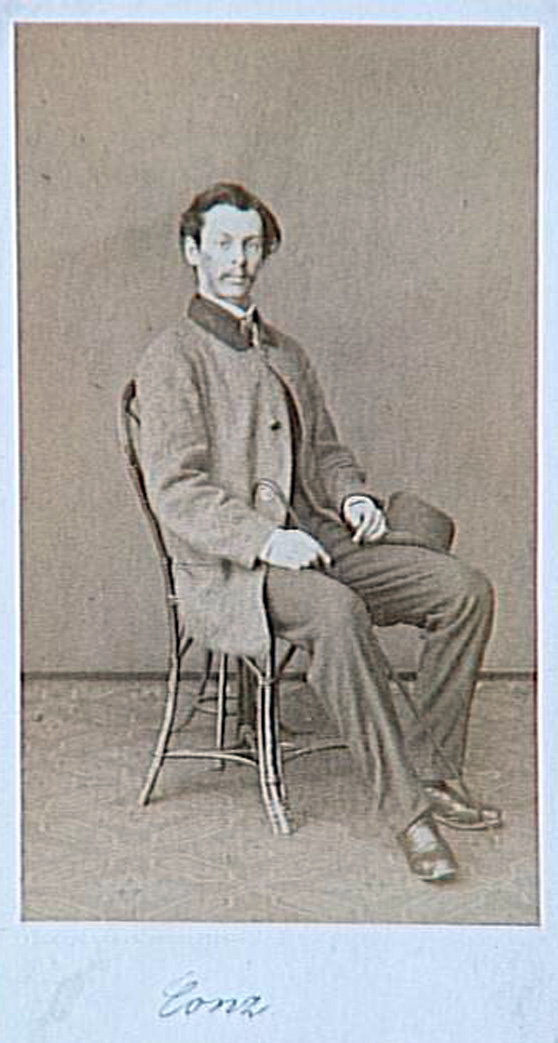
Gustav Conz, Foto Arnold Overbeck, Gebr. G. & A. Overbeck in Düsseldorf

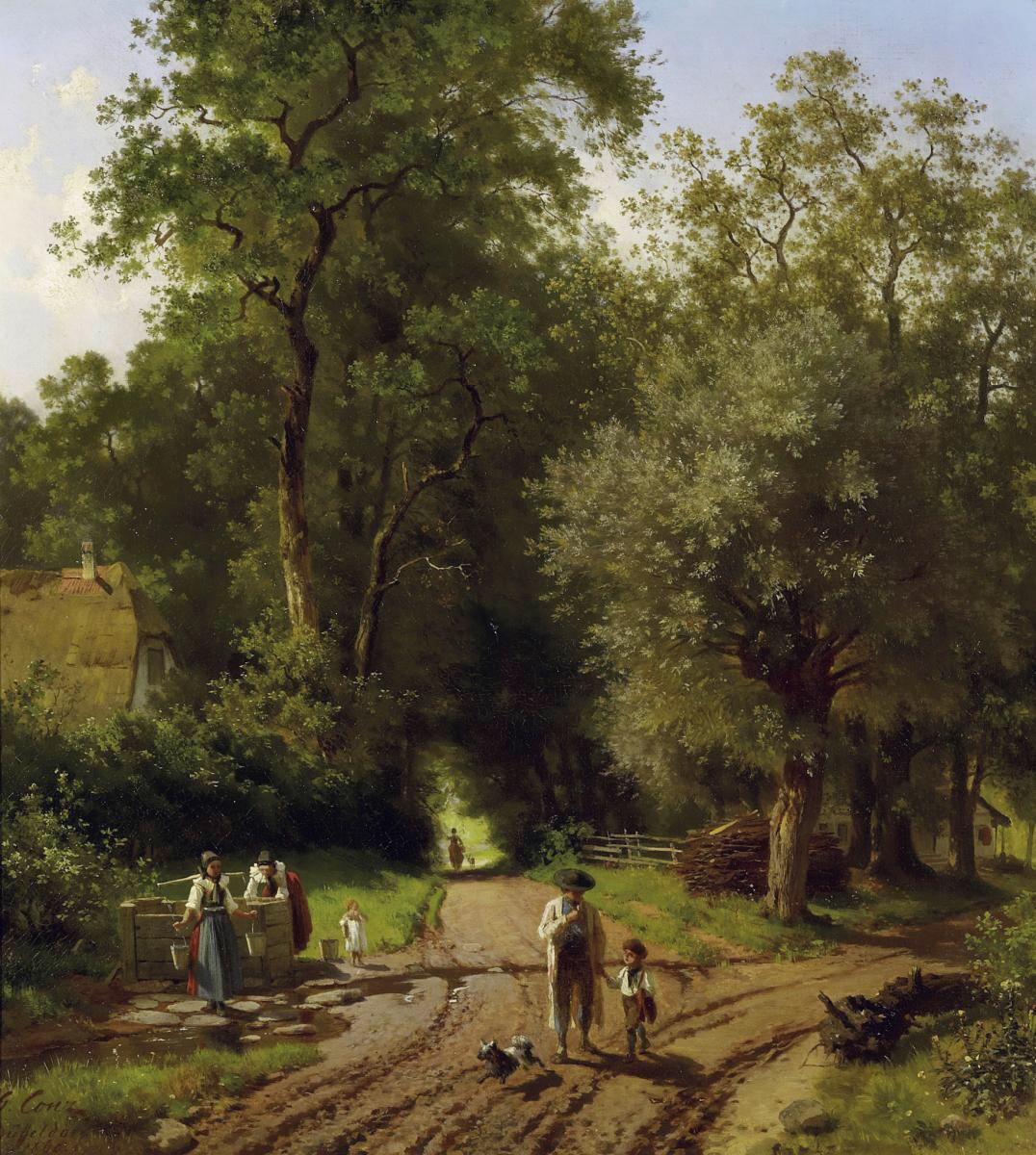
Sommertag am Brunnen. Öl auf Leinwand. Signiert und datiert unten links: G. Conz, Düsseldorf 1860

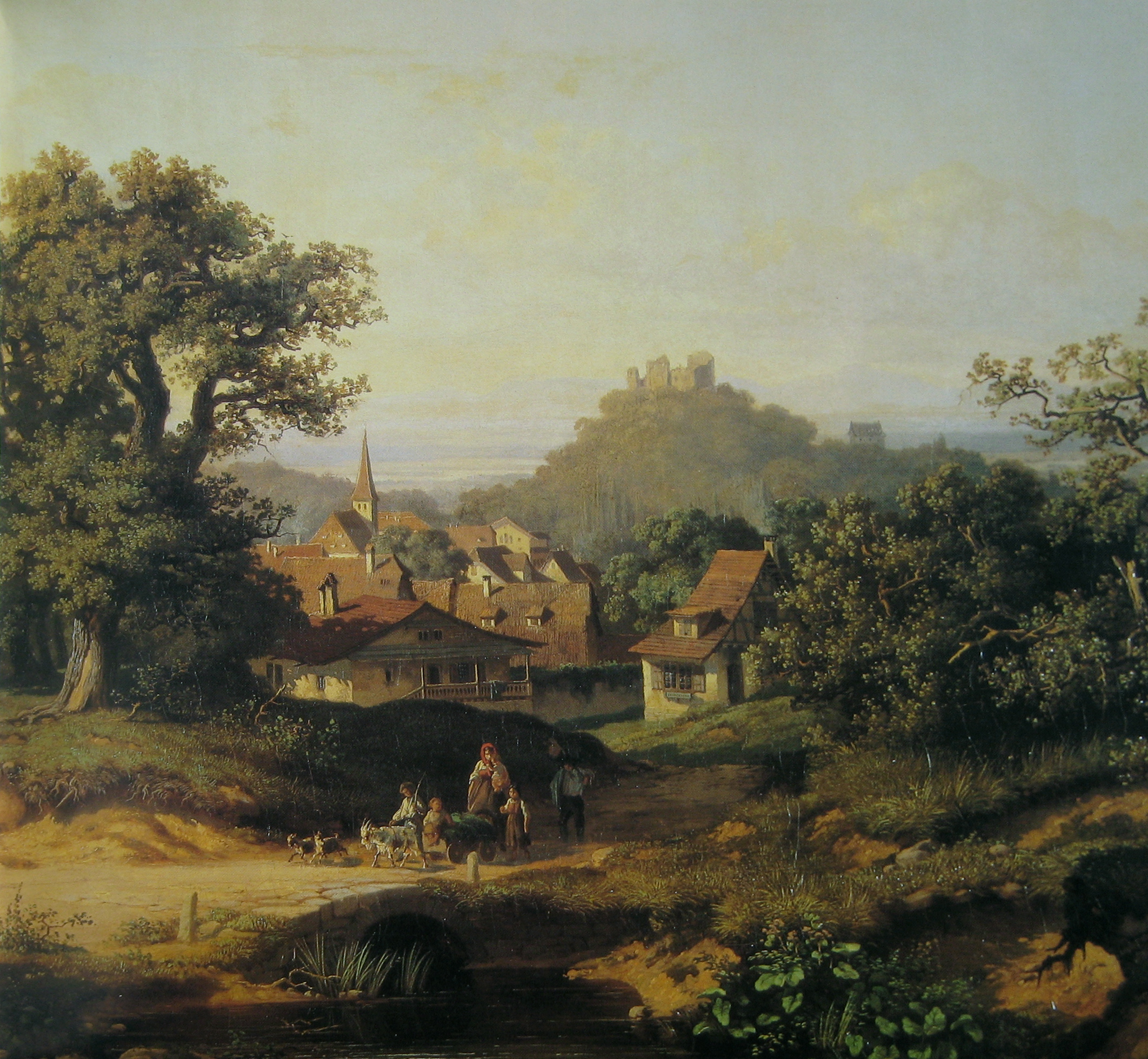
Blick über Oberweiler auf Burg Baden (Badenweiler)

Gustav Heinrich Conz (* 26. September 1832 in Tübingen; † 20. Juni 1914 in Stuttgart) war ein deutscher Maler und Zeichner der Düsseldorfer Schule Außerdem wirkte er als Zeichenlehrer.

## Leben und Werk
Gustav Conz zeigte schon in früher Jugend eine Neigung zur Kunst, studierte aber Theologie. Während seines Studiums wurde er 1850 Mitglied der Burschenschaft Germania Tübingen. Als ihm eine heftige Krankheit (Typhus) die Fortsetzung des Studiums unmöglich machte, wendete sich Conz der Malerei zu und besuchte die Kunstschule in Stuttgart, wo Heinrich Funk und Bernhard Neher seine Lehrer waren. Nachdem er sich einige Jahre in München und von 1858 bis 1862 als Privatschüler Oswald Achenbachs in Düsseldorf weitergebildet hatte, ging er nach Italien und erstellte ein Jahr lang Studien in Rom und Umgebung. Am 28. Oktober 1862 wurde er dort in den Deutschen Künstlerverein eingeführt. Die meisten seiner Bilder, manchmal bloße Veduten von gewissenhafter Detailausführung, zeigen Ansichten latinischer Gegenden. Dazu gehören zum Beispiel Küste von Terracina, Ansicht von Ariccia, Santa Maria della Vittoria in Rom und Partie bei Olevano. Conz war Mitglied des Düsseldorfer Künstlervereins Malkasten. 1865 wurde Conz Professor am Königin-Katharina-Stift in Stuttgart. Dort wurde 1872 sein Sohn Walter Conz geboren.

## Veröffentlichungen
- Der Zeichenunterricht an den höheren Mädchenschulen. Stuttgart 1877.
- Lehrbuch der Perspektive. Stuttgart 1888.
- Die wichtigsten Gesetze der Perspektive in ihrer Anwendung auf das Zeichnen nach der Natur. Stuttgart 1895
- Zeichenschule. Anleitung zum Selbstunterricht mit einer Sammlung von Vorlagen.  Ravensburg 1899.